# Жичина
Жичина (пол. Rzyczyna) — село в Польщі, у гміні Клочев Рицького повіту Люблінського воєводства.
Населення — 183 особи (2011).
У 1975-1998 роках село належало до Седлецького воєводства.

## Демографія
Демографічна структура станом на 31 березня 2011 року:
|          | Загалом | Допрацездатний вік | Працездатний вік | Постпрацездатний вік |
| -------- | ------- | ------------------ | ---------------- | -------------------- |
| Чоловіки | 97      | 29                 | 63               | 5                    |
| Жінки    | 86      | 21                 | 46               | 19                   |
| Разом    | 183     | 50                 | 109              | 24                   |